# ژلیمیر ژیلنیک
ژلیمیر ژیلنیک ((به صربی: Želimir Žilnik)؛ زادهٔ ۸ سپتامبر ۱۹۴۲) یک کارگردان، و فیلم‌نامه‌نویس اهل صربستان است. در سال ۱۹۶۹ میلادی، فیلم آثار اولیه به کارگردانی ژلیمیر ژیلنیک موفق به دریافت جایزه خرس طلایی از جشنواره فیلم برلین شد.